# Rimantas Smetona
Rimantas Smetona (* 28. März 1945 in Užulėnis, Rajongemeinde Ukmergė) ist ein litauischer Politiker.

## Biografie
Sein Vater war Sohn des Bruders Ignas vom litauischen Präsidenten Antanas Smetona. 
1965 absolvierte er das Technikum für Mechanisation der Landwirtschaft in Ukmergė und 1977 das Diplomstudium als Regisseur im Institut für Theater, Musik und Kinematografie in Leningrad.
Von 1967 bis 1972 arbeitete er bei Lietuvos kino studija und von 1972 bis 1991 bei Valstybinis Lietuvos radijo ir televizijos komitetas (jetzt LRT). Von 1996 bis 2000 und von 2004 bis 2012 war er Mitglied im Seimas. Er war Kandidat bei den Präsidentenwahlen. 
Von 1990 bis 1997 leitete er Lietuvių tautininkų sąjunga, von 1997 bis 2001 Nacionaldemokratinio judėjimo už nepriklausomą Lietuvą ir Lietuvos nacionaldemokratų partija. Von 2003 bis 2004 war er Mitglied von Valstiečių ir Naujosios demokratijos partijų sąjunga und seit 2008 der Tvarka ir teisingumas.
Mit Frau Aldona hat er die Töchter Jurgita und Milda.